# ナタリア・クチンスカヤ
ナタリア・アレクサンドロヴナ・クチンスカヤ（ロシア語: Наталья Александровна Кучинская、ラテン文字表記の例：Natalia Alexandrovna Kuchinskaya、1949年3月8日 - ）は、ソビエト連邦・ロシア連邦の元オリンピック女子体操選手。レニングラード州レニングラード（現在のサンクトペテルブルク）出身。

## 来歴
クチンスカヤはまだ幼稚園に通っていた時に体育競技クラスに選出された。彼女は当初バレエダンサーになることを切望していたが、どちらも運動選手であった両親に、体操競技に進むことを説得された。彼女はウラジーミル・レイソンと後にナショナル・チームのコーチとなるラリサ・ラチニナに指導を受けた。ラチニナはクチンスカヤを最も好きな体操選手の1人だと語っている。
1965年、16歳の時にクチンスカヤはソビエト連邦選手権を制した。翌1966年は国内選手権に連覇し、ソビエト連邦杯と世界選手権予選試合にも優勝した後、第16回世界体操競技選手権では種目別4種目中3種目（段違い平行棒・平均台・ゆか）で金メダル、跳馬で銅メダルを獲得し、個人総合でも2位にくい込んで一躍ソビエトチームのスター選手の1人となった。クチンスカヤの快進撃は1967年も続いた。メキシコシティのプレオリンピックを制し、ソ連選手権では個人総合と種目別の4種目全てにおいて金メダルを勝ち取った。
1968年メキシコシティーオリンピックの時点ではクチンスカヤはソ連チームで最も有名な選手であった。個人総合では段違い平行棒の自由演技で落下、ベラ・チャスラフスカとチームメイトのジナイダ・ボローニナの後塵を拝し銅メダルに終わったが、団体総合と平均台で金メダルを獲得し、ゆかでも銅メダルを獲得した。彼女はメキシコシティ滞在中に感銘を受けた報道陣から「メキシコの花嫁」「メキシコの恋人」と呼ばれ、「ナタリー (Natalie)」というフォークソングが捧げられた。
オリンピックはクチンスカヤの最後の試合となった。彼女の体操競技からの突然の離脱は甲状腺の病気に起因する。1990年代後半のインタビューにおいて、クチンスカヤはスポーツに対するモチベーションを失っていたことも明かした。
引退後クチンスカヤはソ連、日本、アメリカ合衆国でコーチを務めた。彼女は1980年に眼鏡技術者のアレキサンダー・コトリアーと結婚し、2008年12月現在アメリカに住み、イリノイ州にある自身が運営する体操クラブでコーチを務めている。1999年、彼女はPBSのドキュメンタリー番組『The Red Files』の「Soviet Sport War（ソビエトスポーツ戦争）」の回に出演し、体操選手としての体験を論じた。2006年には国際体操殿堂入りを果たした。

## 戦績（オリンピック以外）
| 年     | 大会               | 個人 | 団体 | VT | UB | BB | FX |
| ------ | ------------------ | ---- | ---- | -- | -- | -- | -- |
| 1965年 | ソビエト連邦選手権 | 金   |      |    |    | 金 |    |
| 1965年 | ソビエト連邦杯     | 銀   |      |    |    |    |    |
| 1966年 | 世界選手権         | 銀   | 銀   | 銅 | 金 | 金 | 金 |
| 1966年 | ソビエト連邦選手権 | 金   |      |    | 銀 | 金 | 金 |
| 1966年 | ソビエト連邦杯     | 金   |      |    |    |    |    |
| 1967年 | ヨーロッパ選手権   |      |      |    |    | 銀 | 銀 |
| 1967年 | ソビエト連邦選手権 | 金   |      | 金 | 金 | 金 | 金 |
| 1968年 | ソビエト連邦選手権 | 金   |      |    |    |    |    |